# بيان (منطقة)
بيان، منطقة من مناطق محافظة حولي في الكويت.
سميت بهذا الاسم بسبب ارتفاع أرضها عن المناطق المجاورة، فهي بائنة، تقع المنطقة بالقرب من مشرف وسلوى والرميثية، وهي تعتبر منطقة سكنية وتوجد بها المدارس والمساجد وسوق مركزي (جمعية بيان التعاونية) وعدد من مطاعم الوجبات السريعة ومراكز خدماتية أخرى. يوجد بها قصر بيان.